# Rosemarie Veltins
Rosemarie Veltins (* 14. Februar 1938 in Grevenstein; † 30. April 1994 ebenda) war eine deutsche Unternehmerin und Gesellschafterin der Brauerei Veltins in Meschede-Grevenstein.

## Leben
Rosemarie Veltins, Tochter des Brauereibesitzers Carl Veltins und dessen Ehefrau Paula Veltins, geborene Hendrix, besuchte die Schule in Meschede und machte anschließend eine Ausbildung in der Familienbrauerei. Anschließend trat sie dort in die Geschäftsleitung ein. Im Jahr 1964 übernahm sie nach dem Tod des Vaters die Leitung des Betriebes. Sie leitete die 1824 gegründete Firma in der 4. Generation. Unter ihrer Leitung wurde aus der nur regional bekannten Brauerei C. & A. Veltins eine der führenden Braustätten Deutschlands. Rosemarie Veltins hatte maßgeblichen Anteil daran, das Unternehmen als nationale Premiummarke zu etablieren. Unter der Leitung von Rosemarie Veltins wuchs der Ausstoß von etwa 114.000 Hektolitern bei 80 Mitarbeitern im Jahr 1963 auf 2,12 Millionen Hektoliter und 350 Mitarbeiter im Jahr 1990. Neben ihrer beruflichen Tätigkeit engagierte sich Rosemarie Veltins im Umweltschutz und als Mäzenin für Kunst und Sport. Insbesondere sorgte sie für die Restaurierung der Grevensteiner Burg.
Rosemarie Veltins war katholisch, seit 1977 verheiratet mit dem 1999 im Alter von 57 Jahren verstorbenen Theodor A. Kramer-Veltins und hatte drei Kinder; aus ihrer ersten Ehe stammend Susanne Veltins, die die Firmenleitung übernahm, Frauke und Carl-Clemens, die aus ihrer zweiten Ehe stammen.

## Weblink
- Martina Meißner: Es war einmal...eine Bierkönigin – Rosemarie Veltins. Zeitzeichen (WDR) vom 30. April 2024.